# 芬什港

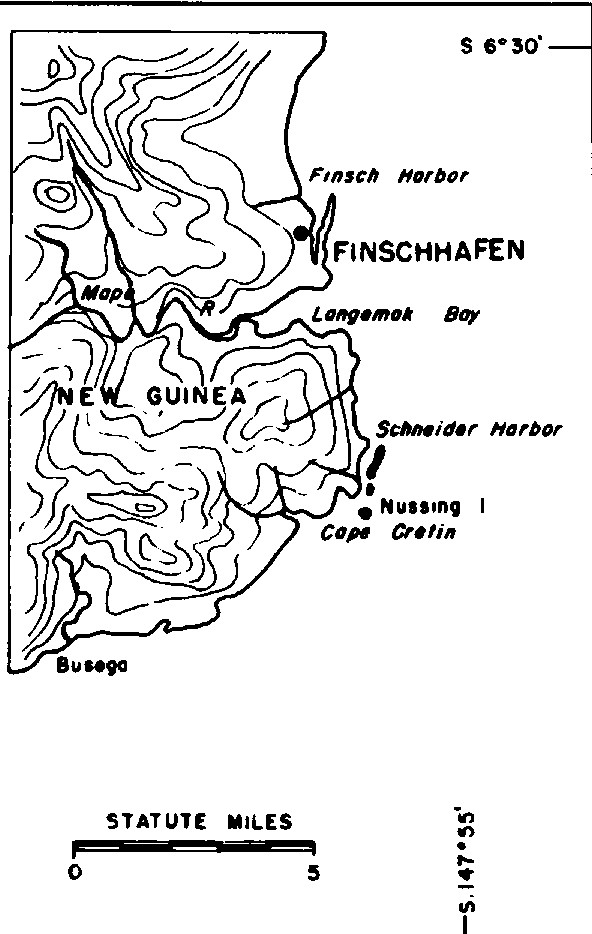

芬什港（英語：Finschhafen），是巴布亞新畿內亞莫雷貝省的城鎮，位於新畿內亞島東部，是芬什港縣的首府，處於萊城以東80公里，始建於1884年，2013年人口1,240。